# Tessalo (figlio di Eracle)
Nella mitologia greca Tessalo (in greco antico: Θεσσαλός) fu uno dei figli di Eracle, concepito con Calciope, figlia del re di Coo, Euripilo.

## Mitologia
Quando Eracle sbarcò a Coo per sfuggire a una tempesta inviatagli da Era, gli abitanti dell'isola lo scambiarono per un pirata e lo attaccarono; in una battaglia che ne seguì, Eracle uccise il re dell'isola, Euripilo. In un'altra versione, Eracle pianificò l'attacco a Coo perché invaghitosi della figlia di Euripilo, Calciope. In entrambe le versioni, Calciope divenne poi la madre di Tessalo.
Tessalo fu il successore di Euripilo come re di Coo. I suoi figli Fidippo e Antifo guidarono il contingente di Coo alla guerra di Troia.